# 柴学友
柴学友（1954年—），安徽宿松人，一级高级检察官，曾任安徽省人民检察院党组成员、正厅级巡视员。

## 生平
1979年毕业于安徽师范大学中文系。先后于安徽公安职业学院（原安徽省警校），安徽省人民检察院装备处工作。2000年任安徽省池州市人民检察院检察长，2003年任安徽省人民检察院检察委员会专职委员、机关党委书记。2013年11月，任安徽省人民检察院党组成员、正厅级巡视员、机关党委书记。2015年3月，不再担任安徽省人民检察院检察委员会委员、检查员职务。

## 贡献
主要从事逻辑学教学研究工作，在担任池州市人民检察院检察长期间，亲自指挥并成功查办多起职务犯罪大案要案。独著、合著《政法干部逻辑知识读本》、《职务犯罪侦查逻辑》、《查案的逻辑艺术》、《破案科学：侦查逻辑与经验》等多部著作。曾担任中国法律逻辑专业委员会副会长、安徽省侦查逻辑办案研究会会长。